# Lu’an

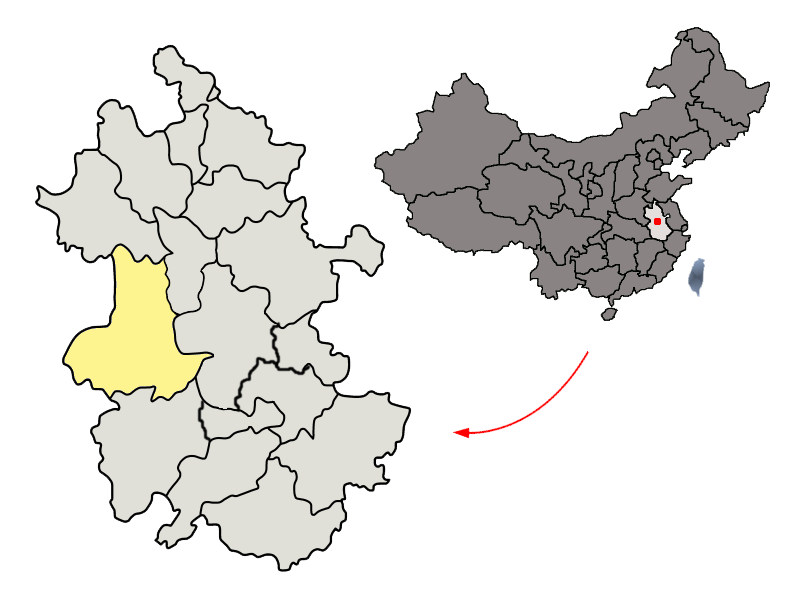
Lage von Lu’an in Anhui

Lu’an (chinesisch 六安市, Pinyin Lù’ān Shì) ist eine bezirksfreie Stadt im Westen der chinesischen Provinz Anhui. Lu’an hat eine Fläche von 15.436 km² und 4.837.400 Einwohner (Stand: Ende 2018). In dem eigentlichen städtischen Siedlungsgebiet leben 661.217 Menschen (Zensus 2010).

## Administrative Gliederung
Die bezirksfreie Stadt Lu’an wurde 1998 geschaffen, sie ging aus dem Kreis Lu’an hervor. Im Oktober 2015 wurde der neue Stadtbezirk Yeji gegründet, sein Gebiet wurde dem bisherigen Kreis Huoqiu abgespalten. Im Dezember desselben Jahres wurde der bis dahin zu Lu’an gehörende Kreis Shou in den Bereich der bezirksfreien Stadt Huainan übertragen. Seitdem setzt sich Lu’an aus drei Stadtbezirken und vier Kreisen zusammen. Diese sind:
| Karte                                             | Karte  | Karte         | Karte            | Karte        | Karte                       |
| ------------------------------------------------- | ------ | ------------- | ---------------- | ------------ | --------------------------- |
| Jin’an Yu’an Yeji Huoqiu Shucheng Huoshan Jinzhai |        |               |                  |              |                             |
| Name                                              | chin.  | Pinyin        | Einwohner (2018) | Fläche (km²) | Bevölkerungs- dichte (/km²) |
| Stadtbezirke                                      |        |               |                  |              |                             |
| Jin’an†                                           | 金安区 | Jīn’ān Qū     | 853 000          | 1 655        | 515                         |
| Yu’an                                             | 裕安区 | Yù’ān Qū      | 914 000          | 1 906        | 480                         |
| Yeji                                              | 叶集区 | Yèjí Qū       | 234 000          | 566,5        | 413                         |
| Kreise                                            |        |               |                  |              |                             |
| Huoqiu                                            | 霍邱县 | Huòqiū Xiàn   | 1 198 000        | 3 224        | 372                         |
| Shucheng                                          | 舒城县 | Shūchéng Xiàn | 772 000          | 2 120        | 364                         |
| Jinzhai                                           | 金寨县 | Jīnzhài Xiàn  | 536 000          | 3 918        | 137                         |
| Huoshan                                           | 霍山县 | Huòshān Xiàn  | 329 000          | 2 046        | 161                         |

† Sitz der Stadtregierung

## Persönlichkeiten
- Kai Owens (* 2004), US-amerikanische Freestyle-Skierin